# Neohelicometra
Neohelicometra är ett släkte av plattmaskar. Neohelicometra ingår i familjen Opecoelidae.
Kladogram enligt Catalogue of Life:
| Neohelicometra | \| \| Neohelicometra pleurogrammi \| \| \| \| \| \| Neohelicometra sebastis \| \| \| \| |
|                | \| \| Neohelicometra pleurogrammi \| \| \| \| \| \| Neohelicometra sebastis \| \| \| \| |
|                | Neohelicometra pleurogrammi                                                             |
|                |                                                                                         |
|                | Neohelicometra sebastis                                                                 |
|                |                                                                                         |